# Paryż-Roubaix 2007
105. edycja klasycznego wyścigu kolarskiego Paryż-Roubaix odbyła się 15 kwietnia 2007 roku. Wyścig wygrał Australijczyk (pierwszy w historii), Stuart O’Grady z grupy CSC. Ze 189 kolarzy, którzy stanęli na starcie, do mety dojechało jedynie 101, z czego tylko 96 zmieściło się w limicie czasu. W tegorocznej edycji nie startował żaden polski zawodnik.

## Trasa
Trasa liczyła 259,5 km. Start wyścigu miał miejsce w Compiègne pod Paryżem. Kolarze wyruszyli o godzinie 11:00 przy ciepłej, słonecznej pogodzie (23 °C). Droga wiodła na północ, w kierunku Saint-Quentin i Valenciennes. Na 98. kilometrze asfaltowa nawierzchnia przeszła w bruk i od tej pory kolarze co kilka kilometrów zmieniali nawierzchnię. Do mety organizatorzy ustanowili 28 brukowanych odcinków, w tym najsłynniejszy - Tranchée d'Arenberg - 2400 m prostej, pokrytej „kocimi łbami” drogi wiodącej przez las. Łączna długość tych dróg wyniosła w tym roku 52,7 km. Przed wjazdem na tor kolarski w Roubaix, gdzie znajduje się meta wyścigu, na ostatnim brukowanym odcinku znajduje się swego rodzaju „aleja sław” - wśród kostki brukowej znajdują się kamienie z wygrawerowanymi nazwiskami dotychczasowych zwycięzców wyścigu.

## Przebieg
Peleton zaczął rwać się już na pierwszych kilometrach, ale pierwsza poważna ucieczka nastąpiła w okolicach 20 kilometra. W 30-osobowej grupie znaleźli się tacy kolarze jak Stuart O’Grady (ostatecznie zwycięzca wyścigu), Tom Steels, Roger Hammond czy Andreas Klier. Szybko udało im się uzyskać ponad dwie minuty przewagi nad peletonem. Na setnym kilometrze przewaga ta wynosiła już ponad 4 minuty. Po wjechaniu na brukowane odcinki grupa zaczęła się rozrywać. Swoich sił w samotnej ucieczce próbował najpierw Ralf Grabsch. Po wjechaniu na Arenberg, Tom Boonen postanowił dogonić uciekających i w ten sposób uformowała się grupa kilkunastu kolarzy, którzy rozpoczęli gonitwę. Wśród nich byli m.in. Alessandro Ballan, Leif Hoste i Fabian Cancellara. Bruk dziesiątkował jednak szeregi zawodników i coraz więcej kolarzy rezygnowało z jazdy, bądź to w wyniku defektu, bądź w rezultacie odniesionych obrażeń. Również O’Grady miał pecha i w lesie Arenberg musiał zmienić koło z powodu przebitej dętki. Szybko odrabiał jednak straty i wkrótce dogonił czoło wyścigu. W tym czasie Grabsch stracił prowadzenie, a swoich sił spróbował David Kopp, do którego wkrótce dołączyli Olaf Pollack i Kevin Van Impe. Kopp i Van Impe pozostawali z przodu trochę dłużej, Pollack zaś został wchłonięty przez goniącą ich grupę, na czele z Juanem A. Flechą. O’Grady w tym czasie jechał razem z grupą Boonena, próbując nadrobić straty po złapanej „gumie”. Na 34 km przed metą z grupy tej zaatakował Steffen Wesemann, za nim podążył Roger Hammond i właśnie O’Grady. Dogonili grupę Flechy, która w międzyczasie wchłonęła uciekinierów. Wesemann znów zaatakował, za nim ruszył O’Grady i na 23 kilometrze, korzystając z chwili słabości Szwajcara, postanowił uciekać samotnie. Po dwóch (z pięciu pozostałych do mety) sekcjach bruku Australijczyk miał już 40 sekund przewagi nad grupką Juana Antonia Flechy. W tym czasie Boonen ruszył w desperackim pościgu aby dojść jeszcze prowadzących i wysunąć się na prowadzenie, jednak mimo determinacji nie udało mu się dogonić grupki Hiszpana. Stuart O’Grady samotnie finiszował na torze w Roubaix, dopiero niecałą minutę zanim wyścig ukończył Hiszpan wraz z trzema innymi kolarzami, a Tom Boonen, jeden z faworytów tegorocznego Piekła Północy zadowolić się musiał szóstym miejscem.

## Wyniki
| M-ce | Imię i nazwisko     | Kraj            | Drużyna               | Czas                      |
| ---- | ------------------- | --------------- | --------------------- | ------------------------- |
| 1.   | Stuart O’Grady      | Australia       | Team CSC              | 6h 09min 07s (42,18 km/h) |
| 2.   | Juan Antonio Flecha | Hiszpania       | Rabobank              | + 0.52                    |
| 3.   | Steffen Wesemann    | Szwajcaria      | Team Wiesenhof        | + 0.52                    |
| 4.   | Björn Leukemans     | Belgia          | Predictor-Lotto       | + 0.53                    |
| 5.   | Roberto Petito      | Włochy          | Liquigas              | + 0.55                    |
| 6.   | Tom Boonen          | Belgia          | Quick Step-Innergetic | + 0.55                    |
| 7.   | Roger Hammond       | Wielka Brytania | T-Mobile Team         | + 0.55                    |
| 8.   | Enrico Franzoi      | Włochy          | Lampre-Fondital       | + 0.56                    |
| 9.   | Kévin Van Impe      | Belgia          | Quick Step-Innergetic | + 1.24                    |
| 10.  | Fabio Baldato       | Włochy          | Lampre-Fondital       | + 2.27                    |